# Aymeric Dethelot
Aymeric Dethelot (...) è un giocatore di football americano francese che gioca come quarterback per i Flash de La Courneuve.

## Palmarès
- 1 World Games (2017)
- 1 Europeo (2018)